# ラッキーマンの歌
「ラッキーマンの歌」（ラッキーマンのうた）は、1994年5月21日に発売された八代亜紀の68枚目のシングルである。

## 解説
八代にとって生涯唯一のアニメソングであり、テレビ東京系列アニメ『とっても!ラッキーマン』のOP・EDテーマとしてそれぞれ使用された。同漫画の原作者・ガモウひろしの母が八代のファンであったことが、アニメ化に際して主題歌のオファーのきっかけとなった。また、原作漫画ではラッキーマンの登場時に「ラッキー・クッキー・○○キー」というギャグを多用しており、その中にアニメ化決定以前から「ラッキー・クッキー・八代亜紀ー」というものがあったため、歌詞として採用された。
当初、歌詞は八代のほか1番に「水沢アキ」が、3番に「あき竹城」があり、「八代亜紀」は2番のフレーズだったが、八代が歌うにあたり、作詞したガモウが歌詞を一部変更することとなり、水沢アキとあき竹城のフレーズを削除し、八代のフレーズを1番に移動させ、「歯ぐき」を「もんじゃ焼き」に置き換えた。歌い出しに八代の代表曲「舟唄」にも引用された「ダンチョネ節」が使われている。
CD発売直後には、当時フジテレビ系で放送していた「志村けんのだいじょうぶだぁ」八代亜紀のゲスト出演回のエンディングにて、カップリング曲の「恋はブーガ」を生歌で熱唱している。
元号が令和になってからは2019年6月27日にBS11で放送された『八代亜紀 いい歌いい話』、2021年6月27日に日本テレビで放送された『行列のできる法律相談所』で八代が「ラッキーマンの歌」を披露している。

## 収録曲
全作曲：佐瀬寿一／編曲：矢野立美
1. ラッキーマンの歌
  - 作詞：ガモウひろし
2. ラッキーマンの歌（カラオケ）
3. 恋はブーガ
  - 作詞：高田ひろお
4. 恋はブーガ（カラオケ）